# Sascha Maassen
Sascha Maassen, född 28 september 1969 i Aachen, är en tysk racerförare.

## Racingkarriär

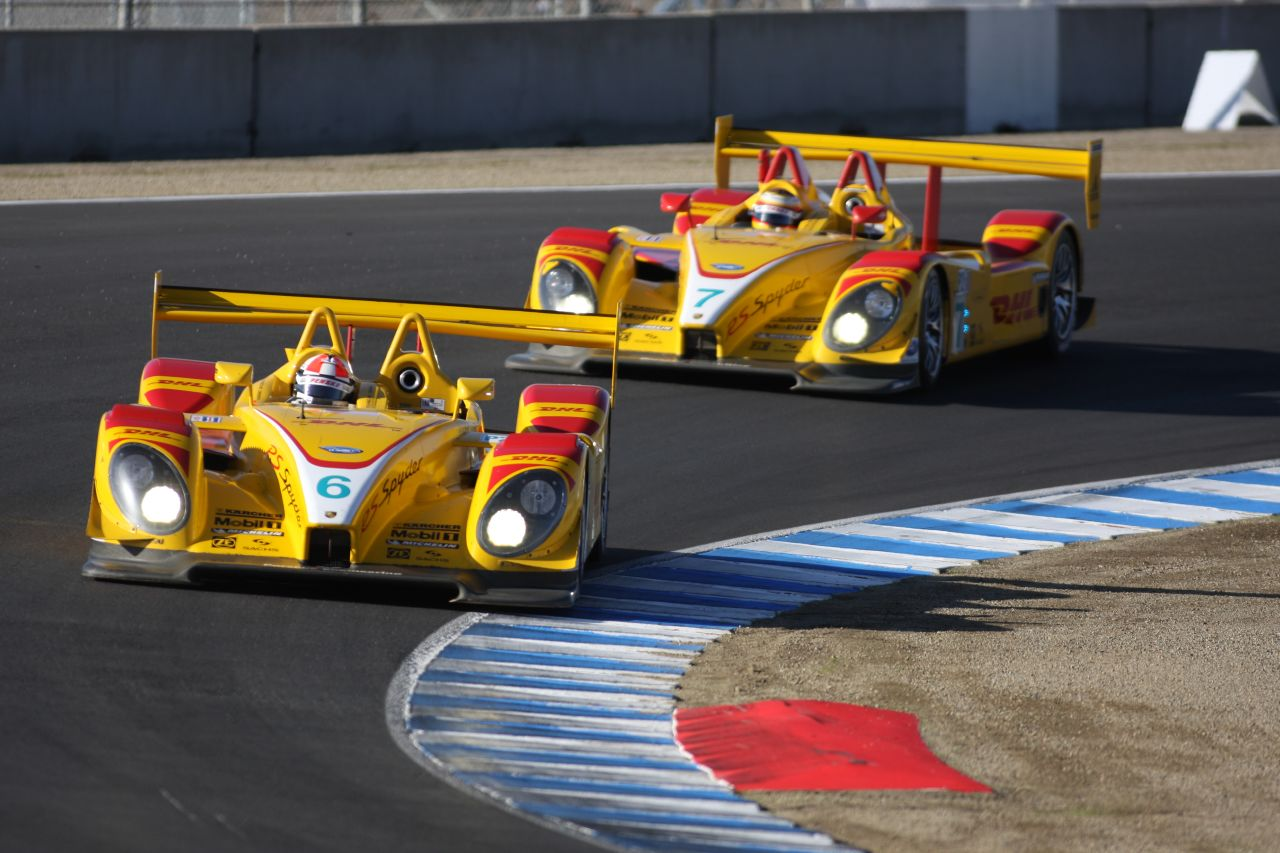
Sascha Maassen före teamkollegan Timo Bernhard i Penske Racings Porsche RS Spyder.

Maassen startade sin bana med karting innan han gick vidare till Formel Ford och Formel 3. Han vann Macaus Grand Prix 1994. 1998 blev han fabriksförare i GT-racing för Porsche och har vunnit Le Mans 24-timmars GT-klass två gånger. Han har även kört sportvagnsprototyp i American Le Mans Series och europeiska Le Mans Series.